# The Ultimate Fighter: Team McGregor vs. Team Faber
The Ultimate Fighter: Team McGregor vs. Team Faber es la vigésimo segunda temporada del reality The Ultimate Fighter que se estrenó el 9 de septiembre de 2015.
El 12 de julio de 2015, se anunció que Conor McGregor y Urijah Faber serían los entrenadores. Como ambos pertenecían a divisiones diferentes, no hubo combate entre entrenadores como sucede habitualmente.

## Reparto

### Equipos
| Equipo McGregor - Conor McGregor - Owen Roddy - Sergey Pikulskiy - Tom Egan - Arkadiusz Sternalski | Equipo Faber - Urijah Faber - Andre Fili - Cody Garbrandt - Lance Palmer |

### Peleadores
- Equipo McGregor (Europa)
  - Abner Lloveras, David Teymur, Frantz Slioa, Marcin Wrzosek, Martin Svensson, Mehdi Baghdad, Sascha Sharma, Saul Rogers y Artem Lobov.
- Equipo Faber (Estados Unidos)
  - Billy Quarantillo, Chris Gruetzemacher, James Jenkins, Jason González, Julian Erosa, Ryan Hall, Thanh Le, Tom Gallicchio y Johnny Nuñez.

## Desarrollo
|  | Cuartos de final     | Cuartos de final |                |               | Semifinales | Semifinales |  |             | Final | Final |  |
|  |                      |                  |                |               |             |             |  |             |       |       |  |
|  |                      |                  |                |               |             |             |  |             |       |       |  |
|  | Artem Lobov          | KO               |                |               |             |             |  |             |       |       |  |
|  | Artem Lobov          | KO               |                |               |             |             |  |             |       |       |  |
|  | Chris Gruetzemacher* | 2                |                |               |             |             |  |             |       |       |  |
|  | Chris Gruetzemacher* | 2                |                | Artem Lobov   | KO          |             |  |             |       |       |  |
|  |                      |                  |                | Artem Lobov   | KO          |             |  |             |       |       |  |
|  |                      |                  | Julian Erosa   | 1             |             |             |  |             |       |       |  |
|  | Julian Erosa         | DD               | Julian Erosa   | 1             |             |             |  |             |       |       |  |
|  | Julian Erosa         | DD               |                |               |             |             |  |             |       |       |  |
|  | Abner Lloveras       | 3                |                |               |             |             |  |             |       |       |  |
|  | Abner Lloveras       | 3                |                |               |             |             |  | Artem Lobov | DU    |       |  |
|  |                      |                  |                |               |             |             |  | Artem Lobov | DU    |       |  |
|  |                      |                  | Ryan Hall      | 3             |             |             |  |             |       |       |  |
|  | Saul Rogers          | DM               | Ryan Hall      | 3             |             |             |  |             |       |       |  |
|  | Saul Rogers          | DM               |                |               |             |             |  |             |       |       |  |
|  | Ryan Hall            | 2                |                |               |             |             |  |             |       |       |  |
|  | Ryan Hall            | 2                |                | Saul Rogers** | SUM         |             |  |             |       |       |  |
|  |                      |                  |                | Saul Rogers** | SUM         |             |  |             |       |       |  |
|  |                      |                  | Marcin Wrzosek | 2             |             |             |  |             |       |       |  |
|  | Marcin Wrzosek       | DM               | Marcin Wrzosek | 2             |             |             |  |             |       |       |  |
|  | Marcin Wrzosek       | DM               |                |               |             |             |  |             |       |       |  |
|  | David Teymur         | 2                |                |               |             |             |  |             |       |       |  |
|  | David Teymur         | 2                |                |               |             |             |  |             |       |       |  |
|  |                      |                  |                |               |             |             |  |             |       |       |  |

* Martin Svensson tenía previsto enfrentarse a Artem Lobov, pero se retiró de la pelea en el episodio 10 debido a una fractura de codo. Chris Gruetzemacher le sustituyó.
** Tras finalizar la temporada, se reveló que Rogers se había eliminado de la final debido a un problema legal. Ryan Hall le reemplazó frente a Lobov en la final.
|       |  | Equipo McGregor      |
|       |  | Equipo Faber         |
| DU    |  | Decisión Unánime     |
| DM    |  | Decisión Mayoritaria |
| DD    |  | Decisión Dividida    |
| SUM   |  | Sumisión             |
| (T)KO |  | KO(Técnico)          |